# Bernardo Giustinian
Bernardo Giustinian (* 6. Januar 1408 in Venedig; † 10. März 1489, ebenda) war ein venezianischer Politiker und Geschichtsschreiber, der mehr als ein halbes Jahrhundert lang in diplomatischen Diensten und als Rhetor tätig war. In seinem letzten Lebensjahr war er einer der beiden Kandidaten für das Amt des Dogen.

## Leben

### Herkunft und Ausbildung, Familie
Seine Eltern waren Leonardo di Bernardo und Lucrezia di Bernardo Da Mula. Sein Onkel war der später heiliggesprochene Lorenzo.
Seine Ausbildung erhielt Bernardo bei Cristoforo de Scarpis (im Jahr 1416 und von Dezember 1418 bis Sommer 1420), Francesco Filelfo (Latein, Griechisch, Philosophie von 1417 bis 1419), Guarino Veronese (1424). Wegen eines Ausbruchs der Pest verließ er Verona vorzeitig und kehrte nach Venedig zurück. Wahrscheinlich hielt er sich um 1425 in Padua auf, wo sein Onkel Marco Podestà war. Ebenso wenig gesichert wie sein dortiger Studienabschluss ist eine Begegnung mit Francesco Della Rovere, dem späteren Papst Sixtus IV.
1429 hielt er sich in Verona auf, wo er bei Guarino den Eingangsvortrag über Augustinus’ De civitate dei hielt. Allerdings ist sein Vortrag nicht erhalten. Aus dieser Zeit stammen wohl die einzigen poetischen Versuche Giustinians. Zwar sind seine Terzette zu Ehren Jacopo Zenos nicht überliefert, doch lateinische Übersetzungen einiger Verse Homers und die Pacis congratulatio inter Venetos et Philippum Mariam ad ducem Venetum, die sich an den Dogen Francesco Foscari richtete. Darin feiert Giustinian in 97 lateinischen Versen den Friedensschluss zwischen Venedig und Mailand vom April 1428. Ludovico Gonzaga widmete er die recht freie lateinische Übersetzung der Rede des Isokrates (Isocratis sermo de regno ad Nicoclem regem), die Verhaltensmaßregeln für das Stadtregiment bot.
1432 folgte er seinem Vater, der den Posten eines Governatore übernommen hatte, bis zum Frühjahr 1433 nach Udine. 1433 heiratete er Elisabetta di Giovanni Priuli, mit der er vier Söhne (Leonardo, Lorenzo, Giovanni und Marco) und drei Töchter hatte; eine davon, Orsa, heiratete später Andrea Dandolo und wurde Mutter des Humanisten Marco.
Nur wenige Hinweise auf die sicherlich extensive wirtschaftliche Tätigkeit der Familie sind überliefert. Sie erscheinen im Oktober 1441 in den Quellen. Einige Waren der Giustinian waren konfisziert worden, und Bernardo Giustinian brauchte einen Rechtsgelehrten zur Unterstützung. Zunächst befasste er Jacopo Zen, Sohn des Carlo Zen, dann den Rechtsexperten Francesco Capodilista mit dem Vorgang. Partiell blieben diese Wirtschaftstätigkeiten auch deshalb undurchsichtig, weil um 1420 ein Namensvetter eine fraterna mit Polo und Gerolamo Giustinian, seinen Brüdern unterhielt. Aus einem Brief Filelfos geht immerhin hervor, dass der Fall Konstantinopels im Jahr 1453 zu großen Schäden auch der kommerziellen Aktivitäten der Giustinian geführt hatte.

### Gesandter (1452–1477) und Orator, Savio grande del Consiglio (ab 1467), Prokurator von San Marco (1474)

Europa im Jahr 1490

Mit dem Eintritt in den Großen Rat im Jahr 1427 begann zwar seine über sechzigjährige politische Karriere. 1442 war Bernardo ein Savio agli Ordini, denn in einem Brief vom 14. April des Jahres an Georgios Trapezuntios klagt er über seine zahlreichen Aufgaben, die ihn vom Schreiben und Lesen abhalten würden. 1443 hatte er dementsprechend alle Hände voll zu tun, als Bernhardin von Siena zum letzten Mal in Venedig weilte. Bei dieser Gelegenheit besuchte er nämlich Lorenzo Giustinian, zu dieser Zeit Bischof von Castello. In einem Brief an Leonardo Vittorio aus dem Jahr 1444 unterstreicht Bernardo Giustinian, wie sehr ihn dieser Besuch geprägt habe.
Die politisch-diplomatische Tätigkeit begann er am 5. Januar 1452, als er die Aufgabe erhielt, Friedrich von Habsburg, der sich zur Kaiserkrönung auf dem Weg nach Rom befand, feierlich zu begrüßen. Gemeinsam mit drei anderen Nobili hielt er die Begrüßungsrede Oratio ad Fridericum III imperatorem ad coronas et nuptias Romam proficiscentem, in der der Kaiser aufgefordert wurde, die christlichen Mächte zusammenzufassen und in einem Kreuzzug gegen die Türken zu führen. Dabei betonte er die Loyalität Venedigs gegenüber dem Reich. Dementsprechend stimmte Giustinian nach der osmanischen Eroberung Konstantinopels (1453) gegen eine Annahme des Vertrages mit dem Sultan vom 18. April 1454. Er hätte, neben anderen wie Ludovico Foscarini und Paolo Morosini, eine aggressivere Außenpolitik bevorzugt. Seinen Vorschlag, die Inseln Lemnos und Imbros zu erwerben, lehnte der Senat ab. Auch seinen Vorschlag vom Dezember 1457, eine Legation zum Papst zu schicken, um ihn dazu zu bewegen, einen neuen Kreuzzug auszurufen, lehnte der Senat ab.
Als der Doge Francesco Foscari kurz nach seinem erzwungenen Rücktritt am 1. November 1457 starb, fiel Giustinian die Aufgabe zu, die Grabesrede zu halten (Oratio funebris habita in obitu Francisci Fuscari ducis), worin er die Rolle von dessen aggressiver Außenpolitik so deutete, dass der Verstorbene nicht durch Ehrgeiz oder Gier getrieben worden war, sondern, dass er die Freiheit verteidigt hätte, nämlich seine, die der Seinigen und die Italiens.
Am 21. Juli 1458 bahnte sich eine diplomatische Verwendung Giustinians in Süditalien an. Zusammen mit den Senatoren Matteo Vitturi und Vitale Lando schlug er vor, an den neuen König von Neapel, Ferdinand I., nicht nur ein Glückwunschschreiben zu veranlassen, sondern auch zwei Gesandte dorthin aufbrechen zu lassen. Zwar hatte der Senat bereits am 8. Juli ein solches Schreiben beschlossen, schob jedoch zunächst eine Gesandtschaft auf, weil Papst Calixtus III. den neuen König noch nicht anerkannt hatte. Auch eine Entscheidung über den wiederholten Vorschlag wurde am 12. August aufgeschoben. Erst als der neue Papst Pius II. die Anerkennung am 17. Oktober ausdrückte, wurden Bernardo Giustinian und Leone Viaro, der seinerzeit für Abwarten plädiert hatte, gemeinsam nach Neapel gesandt. Die beiden Männer erreichten Anfang Dezember Rom. Dort hielt Giustinian seine Oratio ad Pium pontificem. Am 12. Dezember brachen die Gesandten nach Süden auf, wo sie Andria erreichten. Am 28. Dezember hielt Giustinian die Oratio ad serenissimum regem Ferdinandum Siciliae regem in legatione habita. Man versuchte eine Einigung zwischen dem neuen König und dem Fürsten von Tarent Gian Antonio Orsini Del Balzo zustande zu bringen, von dem der Verdacht bestand, ihn hätten die Venezianer auch militärisch gegen den König unterstützt. In seiner Rede bot Giustinian dem König finanzielle und militärische Unterstützung an, jedoch blieb dieser misstrauisch. Vor allem im März 1459 kam es zu Spannungen mit Tarent, doch im folgenden Monat kam man zu einer Einigung. Am 4. Mai schrieb der Senat an die beiden Gesandten, eine Nennung im Vertragstext wäre zu vermeiden, vor allem aber die alten Immunitäten und Privilegien der königlichen Vorgänger wären durchzusetzen, insbesondere das Salzmonopol. In seiner Rede vom 1. August 1459, der Oratio ad serenissimum regem Ferdinandum pro discessione, stand dementsprechend diese Konzession im Vordergrund, für die Giustinian diplomatisch dankte. Als die Streitigkeiten zwischen den Prätendenten erneut aufflammten, hielt sich Venedig strikt neutral und verweigerte auch die von Giustinian zugesagte Unterstützung.
Während der Papst im März 1459 verstärkt für einen Kreuzzug gegen die Osmanen warb, brachte Giustinian im Senat einen Antrag durch, so dass der Papst aufgefordert wurde, für eine so wichtige Aufgabe alle italienischen Mächte zu gewinnen. Doch einer der Delegierten bei der Versammlung in Mantua, Ludovico Foscarini, erkannte beim Papst eine stark anti-venezianische Haltung. Immerhin gelang es Giustinian, Pius II. so weit für die venezianische Sache zu gewinnen, dass das Heiligsprechungsverfahren für Lorenzo Giustinian, um das sich Bernardo nunmehr bemühte, positiv aufgenommen wurde. Ende 1459 sagte Venedig eine starke Flottenhilfe zu, doch misstrauten andere italienische Staaten dieser übergroßen militärischen Macht.
Bernardo Giustinian wurde zwischen 1459 und 1460 in den beinahe allmächtigen Rat der Zehn gewählt. 1460 holte er den Sohn des Filelfo als Lehrer an die Dogenkanzlei, doch musste dieser den Posten bereits wenige Monate später wieder räumen. Giustinian, der zu dieser Zeit Savio di Terraferma war (so nannte man das oberitalienische Festland im Gegensatz zur Terra da Mar, dem östlichen Handelsraum Venedigs und seine Kolonien), verhalf nun Georgios Trapezuntios zu dieser wichtigen Lehrstelle. Noch 1468, als die Position vakant wurde, förderte er Giorgio Merula, der nun Rhetorik lehrte.
1461, nach dem Tod König Karls VII., wurde Ludwig XI. König von Frankreich. Am 28. August wählte man Giustinian und Paolo Barbo, den Bruder des späteren Papstes Paul II. (1464–1471), als Gesandte aus. Am 23. Oktober trafen die beiden in Mailand ein, wo sie Francesco Sforza, seine Frau Bianca Maria und seinen Sohn Galeazzo Maria trafen. Vom französischen König wollte man in Erfahrung bringen, welche Pläne er mit Genua und Neapel hatte, aber auch, wie er zum Kreuzzug stand. Anfang Dezember kamen die Gesandten in Tours an, wo Barbo am 8. Dezember die Begrüßungsrede für den König hielt. Von den Mailänder Gesandten versuchten die Venezianer in Erfahrung zu bringen, wie hoch die Einnahmen und Ausgaben der Franzosen waren, während der König versuchte, die Mailänder für die Eroberung Genuas zu gewinnen. Am 6. Januar 1462 hielt Giustinian seine Oratio ad serenissimum regem Franciae Ludovicum, worin er den Ritterschlag annahm, den er gegenüber dem Kaiser, dem Papst und dem Neapolitaner König abgelehnt hatte. Auch gab er seiner Hoffnung Ausdruck, der König werde sich an die Spitze des Kreuzzuges stellen. Doch dieser war mehr an Italien interessiert und verließ Tours Richtung Bordeaux, ohne die Gesandten einzuladen, ihm zu folgen. Daraufhin erhielten die Gesandten am 8. Februar die Aufforderung, nach Venedig zurückzukehren. Bei ihrem Weg kamen sie auch nach Paris, wo von der dortigen Universität durch Giovanni Giulierio eine Begrüßungsrede gehalten wurde, worauf Giustinian mit einer Oratio responsiva ad Universitatem Parisiensem antwortete. Die gescheiterten Gesandten kehrten am 8. Mai nach Venedig zurück. Dort wurde Giustinian nicht nur einer der drei Elektoren des Dogen Cristoforo Moro, sondern saß auch wieder im Rat der Zehn.
Noch im selben Jahr wurde Giustinian für eine weitere, diesmal mehr als ein Jahr dauernde diplomatische Aufgabe berufen. Er sollte zu Papst Pius reisen, um einen Vertrag mit Sigismondo Malatesta, dem Signore von Rimini zu erwirken. Doch die in Rom weilenden Mailänder Gesandten schrieben dem Sforza, das wirkliche Motiv sei weiterhin der Kreuzzug. Derselben Auffassung war Cosimo de’ Medici, der am 13. Januar 1463 seine Gesandten in Rom darüber in Kenntnis setzte. Giustinian brach am 29. Oktober 1462 von Venedig auf und erreichte via Ferrara, Bologna und Florenz am 8. November Bagni di Petriolo bei Siena. Von dort begleitete er den Papst nach Todi, wo Giustinian nun weniger die Malatestafrage hervorkehrte, die die anderen Gesandten so misstrauisch gemacht hatte. Auf Weisung aus Venedig drängte Giustinian stattdessen im Januar 1463 auf Entsendung eines Legaten nach Ungarn, um einen Frieden zwischen Matthias Corvinus und dem Kaiser zu erzielen, damit ersterer sich auf die Abwehr der Türken konzentrieren könne. Tatsächlich kam es am 24. Juli 1463 zu einem entsprechenden Abkommen. Die Spannungen wuchsen aber schlagartig, als Venedig für 4000 Dukaten die Stadt und die Salinen von Cervia vom Bruder Malatestas, von Domenico Malatesta Novello, dem Signore von Cesena, erwarb. Der Papst war wütend und zitierte Giustinian zu sich. Diesem gelang es, das Vertrauen bei Pius zurückzuerlangen, als er seine Oratio ad Pium summum pontificem in consistorium hielt. Darin erging er sich in organisatorische Fragen des Kreuzzuges, der Strategie, aber auch der finanziellen Beiträge. Am 4. November erreichte Giustinian seine Entlassung, nachdem er vorgegeben hatte, dass gewisse Geschäfte seine Anwesenheit in Venedig verlangen würden. Als Gesandter wurde er durch den am 8. Dezember nominierten Ludovico Foscarini ersetzt. Doch damit endeten seine Verpflichtungen in Rom keineswegs.
So wurde er im Oktober 1464 dazu erwählt, dem neuen Papst Paul II. zu gratulieren, dem Venezianer Pietro Barbo. Gerade mit diesem war es zu heftigen Auseinandersetzungen um die Frage seiner Wahl zum Bischof von Padua gekommen. Die Gesandtschaft wurde diesmal außergewöhnlich groß, denn üblicherweise reisten vier Gesandte an, hingegen waren es diesmal zehn. Giustinian gelang es zwar, sich dispensieren zu lassen, doch im nächsten Jahr wurde er erneut zum Gesandten an den römischen Hof gewählt. Er schiffte sich zwar Ende des Jahres ein, doch auf der Höhe von Rimini erlitt er Schiffbruch, wobei er sein gesamtes Gepäck verlor. Sein erneutes Gesuch um Dispension wurde abgelehnt, stattdessen sagte die Signoria ihm eine Kompensation von 1000 Dukaten zu und forderte ihn am 16. Januar zur Weiterreise nach Rom auf. So hielt er am 30. Januar seine Oratio habita apud Paulum secundum summum pontificem. Giustinians Hauptaufgabe war finanzieller Art. Nach dem Scheitern des Kreuzzugsvorhabens unter Pius II. standen die Venezianer allein den Osmanen gegenüber. Dennoch lehnte Paul eine höhere Besteuerung des Klerus ab, was zu heftigen Wortwechseln zwischen den beiden Venezianern führte, wie die Mailänder Botschafter berichteten. Giustinian beklagte den Pomp und die Geldgier des päpstlichen Hofes, der sich weigerte, Venedig zu unterstützen.
Nach der Rückkehr von seiner gescheiterten Mission wurde Giustinian im Oktober erneut in den Rat der Zehn gewählt. 1467 bekleidete er das Amt eines Savio grande del Consiglio, im Mai 1467 wurde er zum Capitano von Padua gewählt, wo Ludovico Foscarini als Podestà amtierte, der ihm ein Willkommensschreiben zukommen ließ. Der Humanist Gian Jacopo Cane verfasste ein Lobgedicht auf die beiden Amtsträger.
Gegen Ende seiner Amtszeit wurde er im Oktober 1468 in die lombardischen Gebiete als Provveditore gesandt. Dort sollte er die Kosten für die Söldner überwachen, die im Dienste Venedigs standen. Nach Erledigung kehrte er nach nur einem Monat zurück. Im August 1469 war er noch Mitglied des Zehnerrates, 1469 bis 1470 wiederum Savio Grande del Consiglio.
Im Juni 1470 sollte er nach Neapel reisen, da sich der dortige Gesandte Filippo Correr nicht an die präzisen Anweisungen des Senats gehalten hatte. Dabei drehte es sich um die Erneuerung des Vertrages von Lodi aus dem Jahr 1454 und der sich daran anschließenden Verträge, die zusammen einem Pakt der italienischen Mächte gleichkamen. Correr wurde nach seiner sofortigen Rückkehr von den Avogadori di Comun für seine Unfähigkeit und seine Insubordination verurteilt. Währenddessen versuchte Giustinian die Wellen am Hof in Neapel zu glätten – dabei zählte der Senat ausdrücklich auf die „prudentia“ und „dexteritate“, auf die „intelligentia et experientia“ Giustinians, der tatsächlich mit Schreiben vom 9. und 10. Juli den Senat über den Abschluss seiner Mission unterrichten konnte. Unterzeichnet wurde der Vertrag am 22. Dezember.
Während des Sommers – Giustinian war längst nach Venedig zurückgekehrt – setzte er seine Tätigkeit als Berater für den Senat fort. Dabei ging es um die Berichte (dispacci), die der Senat an Vittorio Soranzo schickte. 1470 bis 1471 saß Giustinian abermals im Rat der Zehn und wurde Savio grande del Consiglio. Im Juli 1471 kritisierte er das harte Urteil gegen Bartolomeo Memmo, der versucht hatte, den Dogen Cristoforo Moro zu ermorden. Giustinian argumentierte, es hätte sich um die unbedachte Geste eines jungen Mannes gehandelt, die folgenlos geblieben wäre. Dennoch wurde Memmo, der versucht hatte, nach Treviso zu fliehen, am 13. Juli zwischen den roten Säulen des Dogenpalastes hingerichtet.
Wenige Tage später erreichte die Nachricht vom Tod Pauls II. Venedig. Eine Gesandtschaft unter Leitung Giustinians reiste nach Rom zu Francesco Della Rovere, nunmehr Papst Sixtus IV. Giustinian und die drei anderen Gesandten Triadano Gritti, Andrea Leoni und Marco Corner sollten den neuen Papst gratulieren und ihn an den Einsatz seiner Vorgänger für einen Kreuzzug erinnern. Ende November erreichten die vier Männer Rom und am 2. Dezember hielt Bernardo Giustinian seine Oratio habita apud Sixtum IV pontificem maximum, die überaus weite Verbreitung fand. Darin sah er vor allem, dass das christliche Abendland insgesamt bedroht sei, Negroponte war an die Osmanen gefallen, sie standen bereits im Friaul, Venedig war bereit all seine Mittel einzusetzen, nachdem es seit Jahren die Christenheit verteidigt habe. In den Instruktionen des Senats wurde Giustinian gedrängt, in jedem Falle ein Bündnis der italienischen Mächte unter Führung des Papstes zu erreichen. Sollte dies nicht in Kürze gelingen, sollte er den Papst darauf aufmerksam machen, dass Venedig einen separaten Vertrag abschließen könne, um seine Existenz und seine Handelsinteressen zu schützen. So gelang es ihm sogar, Zugriff auf den Zehnt auf kirchlichen Besitz zu erlangen. Wahrscheinlich um diese Zeit lancierte er auch die Frage nach der Heiligsprechung seines Onkels Lorenzo. Venedig installierte im Februar 1472 in der Person des Federico Cornaro einen dauerhaften Botschafter am Hof. Kurz vor seiner Abreise erhielt Giustinian ein Schreiben des Papstes (Dilecto filio Bernardo Iustiniano), in dem Sixtus öffentlich die rhetorischen Fähigkeiten des Gesandten lobte.
Am 26. Juni 1473 formulierte der Senat ein offizielles Ersuchen zur Heiligsprechung des Lorenzo Giustinian, das im Oktober nach Ferrara ging. Bernardo Giustinian, der nicht in der Liste der Petenten erscheint, war zwischen 1473 und 1474 abermals Savio grande del Consiglio. Auch war er unter den Elektoren bei den beiden folgenden Dogenwahlen, nämlich des Niccolò Marcello und des Piero Mocenigo (13. August 1473 und 14. Dezember 1474).
In diesen Jahren verfasste Giustinian seine Vita beati Laurentii in zwölf Kapiteln nebst einem Prolog. Am 21. Dezember 1474 wurde der Prozess der Heiligsprechung in Gegenwart Bernardo Giustinians feierlich eröffnet. Bernardo war vier Tage zuvor zum Procuratore di S. Marco de citra gewählt worden. Damit folgte er dem zum Dogen gewählten Piero Mocenigo im Amt. Sein Zuständigkeitsbereich waren damit karitative Aufgaben, aber auch die Vollstreckung von Stiftungen und Testamenten.
Als Correttore della promissione ducale erarbeitete Giustinian 1476 einige Vorschläge zur Begrenzung innerfamiliärer Vorteilnahmen. So sollten die Söhne während der Zeit, in der ihr Vater als Doge im Amt war, keine Ämter oder Benefizien erhalten. Sich daran zu halten war von jedem neuen Dogen zu beeiden, daher die Bezeichnung promissione.
Im November 1477 ging Giustinian mit drei commissari ins Friaul, um den Zustand der dortigen Verteidigung zu begutachten. Bis zu seinem Tod füllte er zudem das Amt des besagten Savio grande del Consiglio aus. Mit Rücksicht auf sein Alter durfte er die Beziehungen mit Rom fortan per Brief pflegen.
Möglicherweise befürwortete Giustinian eine militärische Intervention gegen Ferrara, im Gegensatz zum Dogen Giovanni Mocenigo. Am 2. Mai erklärte Venedig Ferrara den Krieg und erhielt bis Dezember sogar päpstliche Unterstützung. Doch nun verbündete sich der Papst mit Neapel, Mailand und Florenz. Giustinian schrieb den Brief Ad Sixtum IV pontificem maximum responsio, in dem er erklärte, der gerechte Krieg könne kurz vor dem Sieg nicht abgebrochen werden. In einem weiteren Brief vom 15. März (Responsio ad eundem summum pontificem) erklärte er, man stehe nicht mit dem Papst im Krieg, sondern ausschließlich mit Ferrara. Am 28. Mai wandte sich Giustinian mit Responsio ad Sacrum Collegium cardinalium an die venezianischen Kardinäle in Rom, mit der Aufforderung, ihre wahre Mutter zu unterstützen, also Venedig, und nicht Rom, ihre Stiefmutter. Doch reichte ihr Einfluss nicht aus, um den Papst vom Interdikt abzuhalten, das er am 22. Juni verkündete. Der Senat erklärte es für nichtig und verweigerte die Publikation. Erst der Friede von Bagnolo am 7. August 1484 und der Tod Sixtus’ IV. fünf Tage später verminderten die Spannung. In dieser Situation schrieb Giustinian seine Epistola ad Innocentium octavum pontificem maximum vom 13. Januar 1485. Darin führte er aus, nur die Feinde Venedigs hätten aus der Stadt eine Rebellin gegen die Kirche gemacht. Dies laufe jedoch der ganzen Geschichte Venedigs zuwider, worin sich Venedig immer als loyal und gehorsam erwiesen habe. Dies war zugleich die letzte diplomatische Handlung Giustinians, der, abgesehen von einer kurzen Gesandtschaft nach Mailand im selben Jahr, sich nur noch innerhalb Venedigs, vor allem als Savio grande del Consiglio betätigte. Seine Energie steckte er nunmehr in sein Hauptwerk, in sein De origine urbis Venetiarum rebusque eius ab ipsa ad quadringentesimum usque annum gestis historia. Dieses Werk in 15 Büchern wurde allerdings erst 1492, also posthum veröffentlicht.

### Kandidat bei der Dogenwahl von 1486
Als Marco Barbarigo am 14. August 1486 starb, begannen die komplizierten Vorbereitungen zur Wahl eines Nachfolgers. Als solche kandidierten zwei Männer, einmal der Bruder des verstorbenen Dogen, Agostino Barbarigo, dann Bernardo Giustinian. Bei zwei Abstimmungen erhielten sie gleich viele Voten, und Giustinian wurde schon beinahe als Sieger ausgerufen, doch am 30. August erhielt sein Konkurrent bei der fünften Abstimmung das Votum Giustinians. Die Tatsache, dass zwei Dogen aus derselben Familie nacheinander das höchste Amt innehatten, sorgte für Misstrauen, vor allem bei den case vecchie, den alten Familien – mit Versuchen der Dynastiebildung hatte Venedig schlechte Erfahrungen gemacht. Giustinian, der einer dieser Familien angehörte, wurde aber auch nach der Wahl weiterhin gehört, und solange dies seine Gesundheit zuließ, saß er weiterhin in verschiedenen Kollegien.

### Testament
Am 5. März 1489 setzte der Notar Nicolò Rosso, Pfarrer der Kirche S. Gemignano, sein Testament auf. Darin wünschte Giustinian seine Beisetzung in S. Pietro di Castello, nahe dem Grab seines Onkels Lorenzo. Als Inschrift wünschte er sich: Bernardus Iustinianus Leonardi procuratoris filius Beati Laurentii patriarchae nepos miles orator et procurator. Auch hinterließ er Anweisungen und Vermögen zur Pflege des Grabes seines Onkels.
Die Erträgnisse seiner „apotheca saponarie“, einer Seifenwerkstatt, dazu die Renditen einiger im Monte Vecchio eingelegter Gelder, sollten in fromme Werke gesteckt werden. Das Gleiche galt für die 1000 Dukaten, die als Anleihen im Monte Nuovo steckten, die er dem Kloster S. Croce alla Giudecca zukommen ließ. Dort hatte er Verwandte, nämlich die später seliggesprochene Eufemia Giustinian, die vielleicht seine Schwester war. Seinem Sohn Lorenzo überließ er das Haus in S. Fantin mit der Seifenwerkstatt und dem Haus auf Murano nebst Gärten, die er von seinem Vater Leonardo geerbt hatte. Die Neffen erhielten das große Haus am Canal Grande in S. Moisè sowie weitere vier Häuser in der Nähe.

### Das Hauptwerk
Giustinians Hauptwerk befindet sich unter der Signatur cod. Cicogna 1809 in der Biblioteca del Civico Museo Correr. Die 410 Blätter enthalten zwei Werke, eines, das vollständig war und die Seiten 1r bis 212v umfasst, das andere als Skizze mit zahlreichen Varianten und Marginalien, das auf den Seiten 219r bis 401v nur die Bücher 1 bis 7 und 10 bis 15 enthält. Von verschiedenen Händen geschrieben, hinterließ Giustinian einige Abschnitte als Autograph. Aus Notizen des Besitzers Emmanuele Antonio Cicogna lässt sich entnehmen, dass das zweite Werk eine Arbeitskopie war, während das die Fassung darstellt, die Giustinians Sohn Lorenzo und Domenico Morosini zur Veröffentlichung vorbereitet hatten. Während die erste Redaktion in den Jahren 1477 bis 1481 entstanden war, wurde diejenige von 1492 von den Humanisten Benedetto Brognoli und Giovanni Calfurnio einer Revision unterzogen.
Das Werk schildert die Ereignisse von der Invasion König Pippins bis zur Dogenherrschaft des Agnello Particiaco. Dabei hatte der Autor beste Kenntnis der Werke von Lorenzo Valla und von Flavio Biondo. Das Werk Giustinians nannte Pertusi „il primo esempio nella storiografia veneziana di critica storica approfondita sulla base delle testimonianze superstiti“, ‚das erste Beispiel in der venezianischen Geschichtsschreibung von vertiefter kritischer Historiographie auf der Basis der überlieferten Zeugnisse‘. So lehnte er die Gründung der Stadt im Jahr 421 als Erfindung ab, zugleich weitet er den Horizont auf Europa und den Mittelmeerraum aus. In drei langen Exkursen über die Goten (libri IV–VI), die Langobarden (VII), die Türken und Sarazenen (VIII und XI) untersucht er die Ursachen für den Aufstieg Venedigs. Auch befasst er sich mit der Gesellschaft hinter den politischen und militärischen Vorgängen sowie der Entstehung erster Verfassungsstrukturen. Entsprechend antiker Tradition bezieht er auch archäologische, geographische und klimatische Fragen mit ein, aber auch etymologische. Doch sieht er weiterhin das Walten der Vorbestimmung in der Geschichte, und damit das Wirken Gottes.

## Werke
Neben seinen zahlreichen Orationes sind dies vor allem:
- De origine Urbis Venetiarum rebusque ab ipsa gestis historia (Digitalisat der Dumbarton Oaks Research Library), bzw. De origine urbis Venetiarum rebusque gestis a Venetis libri XV, Bernardino de Benali, Venedig [1492]; dann 1534 (Digitalisat); in: Thesaurus antiquitatum et historiarum Italiae, Bd. 1, Leiden 1722, Sp. 1–172.
- De divi Marci evangelistae vita, translatione, et sepulturae loco, in: Johann Georg Graeve: Thesaurus antiquitatum et historiarum Italiae, Bd. 1, Leiden 1722, Sp. 172–196.
- Vita beati Laurentii Iustiniani Venetiarum protopatriarchae, Jacobum de Rubeis, Venedig 1475; in: Girolamo Cavallo (Hrsg.): Opera divi Laurentii Iustiniani protopatriarchae Veneti… , Brixen 1560, I, c. II–XIIII; ibid., Basel 1560, S. I–XXIV (Digitalisat); Lyon 1569 (Digitalisat); in: Daniel Rosa: Summorum sanctissimorum pontificum…, Venedig 1613, S. 13–31; Venedig 1721 (Digitalisat).